# UXGA
UXGA es una norma de visualización de gráficos de ordenador. Abreviatura de "Ultra eXtended Graphics Array". La resolución de este formato es de 1600x1200 que constituyen una imagen de 1 920 000 píxeles, equivalente a aproximadamente 1,9 Megapixeles.
- Datos: Q1143979